# هاكون كريستي
هاكون كريستي (بالنرويجية البوكمول: Håkon Christie)‏ هو مهندس معماري نرويجي، ولد في 30 أغسطس 1922 في نانستاد في النرويج، وتوفي في 14 ديسمبر 2010 في أوسلو في النرويج.